# ゼマティス
ZEMAITIS（ゼマティス または ゼマイティス）は、トニー・ゼマティス（Tony Zemaitis, 1935年〜2002年8月17日）が1955年当時、友人が所有するギターを観察し独自のデザインなどを取り入れながら作られたギターから始まる、イギリスで誕生した楽器ブランド。

## 特徴
キャッチコピー“Art with Strings”で形容されるように、他のギターに見られないほどデザイン性が高い。ヘッドの形状・ブリッジの形状・ボリュームの形状などがほぼ全てオリジナルデザインを施し（製作依頼者の要望でオリジナルデザイン以外のものもある）、友人である彫刻師ダニー・オブライエンの彫刻をヘッドストック・プレート、ピックアップカバー、ブリッジ、シールドジャック部、メタルフロント（ボディ前面に彫刻板がつけられているモデル）等に採用している。
エレクトリックギターだけでなく、アコースティック・ギター、12 弦モデル、エレクトリック・アコースティック・ギターも製作されている。

## 使用ギタリスト

### 日本
- 布袋寅泰
- HISASHI（GLAY）
- Char
- DAITA（SIAM SHADE）
- TAKUYA（元JUDY AND MARY）
- 中山加奈子（プリンセス プリンセス、VooDoo Hawaiians）
- 秋間経夫（マルコシアス・バンプ）
- BELLEY（LAUGHIN' NOSE）
- 松尾宗仁（ZIGGY、THE PRODIGAL SONS）
- 葛城哲哉
- chay
- 小渕健太郎　(コブクロ)
- 松本孝弘（B'z）
- 小鳩ミク（BAND-MAID）
- 佐々木彩夏（ももいろクローバーZ）
- TOSHI（元Gargoyle）
- 佐久間勇一 (Apollogic)
- ベーシストでは山内テツが使用

など

### 海外
- クリッシー・ハインド（プリテンダーズ）
- ロン・ウッド（元フェイセズ、ローリング・ストーンズ）
- ロニー・レイン（スモール・フェイセス、フェイセズ ベースも使用）
- ジェイムズ・ヘットフィールド（メタリカ）
- ジミー・ペイジ
- エリック・クラプトン
- キース・ネルソン（バックチェリー）
- クリス・ロバートソン、ベン・ウェルズ、ジョン・ラホン（ブラック・ストーン・チェリー）

など
- アコースティック・ギターはジョージ・ハリスンやドノヴァンなどが使用。

## 神田商会へ
創立者のトニー・ゼマティスは、オーダーの依頼から制作まで、すべて一人で行ったギタービルダーのパイオニアといえる人物である。トニーの他界によってその命脈は絶たれたと思われたゼマティスであったが、その後ゼマティスの精巧なコピーモデルを製作した実績のある神田商会が、トニーの遺族等と協議の末、2003年に、神田商会・岐阜事業所の元で、ダニー・オブライエン等のスタッフの監修の下再興する事となった。ローリング・ストーンズやエアロスミスのメンバーが手渡されたばかりの新しいゼマティスを気に入り、その日のステージですぐに使用した。
現在は「グレコ」ブランドで生産されるライセンスモデルを含め、以前と変わらない品質のギターが生産されている。一方、それまでのゼマティスには在り得なかった「トライバルストライプ」や「スカルヘッド」といった彫金のデザイン、さらにフライングVタイプなどの新しいデザインを盛り込むなど、新機軸を打ち出している。

## グレード
3段階のグレードがあり、4つのシリーズが展開されている。
- CUSTOM SHOP

日本国内に新設したゼマティス専用の工房で、数量限定で製作されるトップ・モデル
より厳選された木材を使用した究極のゼマティスは、「CUSTOM SHOP TONY’S COLLECTION」
- ANTANUS（アンタナス）

国内提携工場で製作する日本製の量産ハイグレード・モデル
- CASIMERE（カシミア）

最終チェックは日本国内で行われる、コスト・パフォーマンス・モデル

## モデル
ボディ表面の特徴で下記のようなモデル名で呼ばれている
- METAL FRONT

ボディの表面にアルミニウム合金の大きなメタル・プレートを取り付けたギターで、1970年代当時、シールド効果を高め、ロー・ノイズ化を図った。
- PEARL FRONT

ボディの表面に貝殻を幾何学的に敷き詰めたもの。1970年代、テレビ出演時に派手で個性を主張したいという要望から生まれたともいわれる。
- DISC FRONT

彫刻を施した円板型のメタル・プレートに、ハムバッキング・ピックアップをマウントした、ロニー・ウッドのアイディアと芸術性が融合されたモデル。
- SUPERIOR

ボディの表面に白蝶貝の真珠層（mother of pearl）で、ダイヤ模様や外周インレイを施し、オリジナルのジュラルミン製ロック式ブリッジやテールピースなどにより、一見してゼマティスだとわかる独創的なモデル。
この他に「Z」シリーズがあり、より自由な発想をテーマに作られていて、装飾に頼らずゼマティスのイメージを演出する。